# Hedwig Village, Texas
Hedwig Village là một thành phố thuộc quận Harris, tiểu bang Texas, Hoa Kỳ. Năm 2010, dân số của xã này là 2557 người.

## Dân số
- Dân số năm 2000: 2334 người.
- Dân số năm 2010: 2557 người.